# Hersilia sigillata
Espèce
Hersilia sigillata est une espèce d'araignées aranéomorphes de la famille des Hersiliidae.

## Distribution
Cette espèce se rencontre en Côte d'Ivoire, au Gabon, au Congo-Kinshasa et en Ouganda.

## Description
Le mâle mesure 6,72 mm et les femelles de 8,16 à 8,88 mm.

## Publication originale
- Benoit, 1967 : Révision des espèces africaines du genre Hersilia Sav. et Aud. (Aran.-Hersiliidae). Revue de zoologie et de botanique africaines, vol. 76, p. 1-36.